# Cortazzone
Cortazzone ist eine Gemeinde in der italienischen Provinz Asti (AT), Region Piemont.

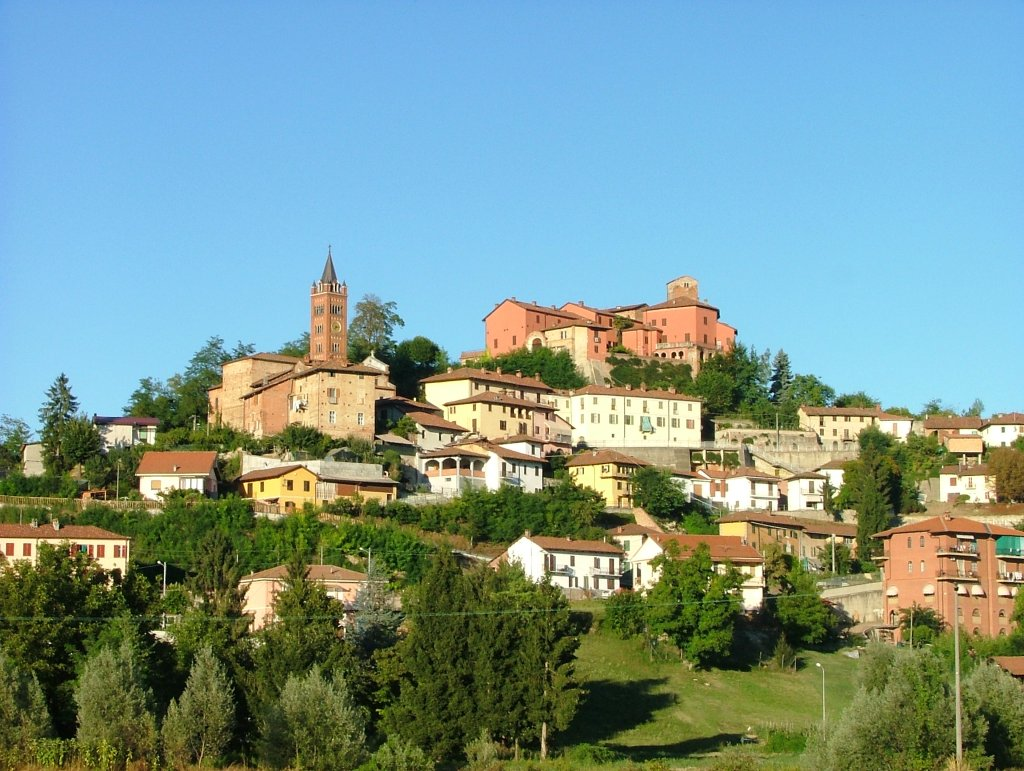
Panorama von Catazzo

## Lage und Einwohner
Der Ort liegt auf einer Höhe von 225 m über dem Meeresspiegel.
Das Gemeindegebiet umfasst eine Fläche von zehn km² und hat 589 Einwohner (Stand 31. Dezember 2023). Die Gemeinde ist ein Teil der Comunità Collinare Val Rilate. Die Gemeinde besteht aus den Ortsteilen Vanara, Briccarello, Valmezzana und Mongiglietto. Die Nachbargemeinden sind Camerano Casasco, Cortandone, Maretto, Montafia, Roatto, Soglio und Viale. Der Schutzheilige des Ortes ist Santa Rosa da Lima.

## Geschichte
Es wird angenommen, dass der Ursprung des Dorfes auf das Ende des 9. Jahrhunderts zurückgeht. Der Ortsname leitet sich vermutlich von Curtis Azonis (ein Name, der noch immer im Wappen der Gemeinde vorhanden ist) und vom Namen des ersten Lord Azzone (von einigen mit dem Grafen von Modena identifiziert) ab, der es 1094/1095 dem Bistum von Pavia schenkte. Von diesen ging das Lehen 1314 an die mächtige Bankiersfamilie Pelletta über, die ebenfalls Vasallen des Bischofs von Pavia war. Im Jahr 1370 überließen Jacopo dal Verme und Rinaldo de Bulendorf, Kapitäne von Galeazzo II., in der Burg von Cortazzone Giovanni Asinari und Enrichetto Pelletta die Burg von Cortazzone und erhielten im Gegenzug den Treueeid der beiden Asti und ihrer Mitglieder Familien an die Visconti und ihr Engagement im Kampf gegen die Gegner des Herrn[4].
Die Pellettas dominierten das Gebiet etwa vier Jahrhunderte lang, mit Ausnahme der kurzen Zeit (1374/1395) der Visconti-Herrschaft, in der es an die Dal Verme belehnt wurde, insbesondere in der Person von Luchino Novello, Sohn von Luchino Dal Verme, zusammen mit seinem Bruder und Anführer Jacopo Dal Verme.
Nach dem Aussterben des Hauptzweigs der Dynastie ging das Dorf an die Nachfahrin eines Kadettenzweigs (Irene Pelletta) und von dieser nach ihrer Heirat im Jahr 1734 an den Grafen von Favria und anschließend an ihren Sohn Vittorio Amedeo, Graf von Govone. Nach seinem Tod (1792) verband er das Lehen mit dem Orden der Heiligen Maurice und Lazarus, der das Gebiet bis 1860 beherrschte, als er es in Teilen verkaufte und damit den Übergang von der Feudalwirtschaft zum kleinbäuerlichen Besitz markierte.
Anschließend verfolgte die Gemeinde das historische Schicksal Italiens mit seinen kleinen und großen Alltags- und Nachrichtenereignissen, von denen das schwerwiegendste die mysteriöse und brutale Ermordung des Pfarrers Don Guglielmo Alessio im Jahr 1990 war.

## Kulinarische Spezialitäten
In Cortazzone werden Reben der Sorte Barbera für den Barbera d’Asti, einen Rotwein mit DOCG Status angebaut.

## Sehenswürdigkeiten
Auf einem Hügel oberhalb des Dorfes steht die romanische Chiesa di San Secondo, erbaut im 12. Jahrhundert – der Glockenturmaufbau wurde allerdings erst nach 1600 hinzugefügt. Die dreischiffige Kirche mit drei Apsiden ist rundum mit zahlreichen Ornamenten versehen, teils durch die farblich abgesetzten Ziegelsteine, teils mit geometrischen, floralen, tierischen oder anthropomorphen Motiven. Diese finden sich auch im Inneren an den Kapitellen. Ein Apsis-Fresko aus dem 14. Jahrhundert stellt Christus zwischen dem Heiligen Secundus und Hieronymus dar.

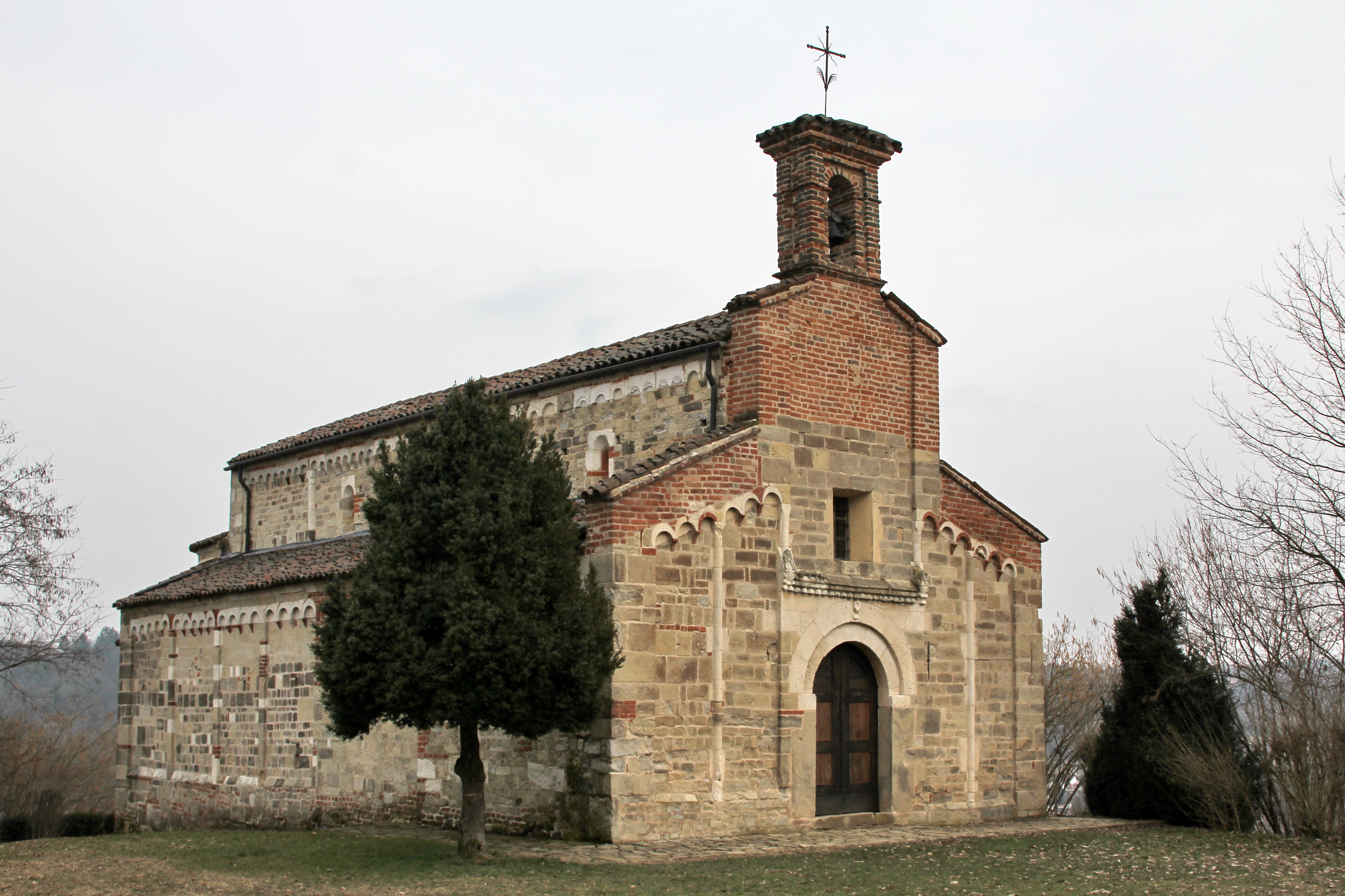
San Secondo
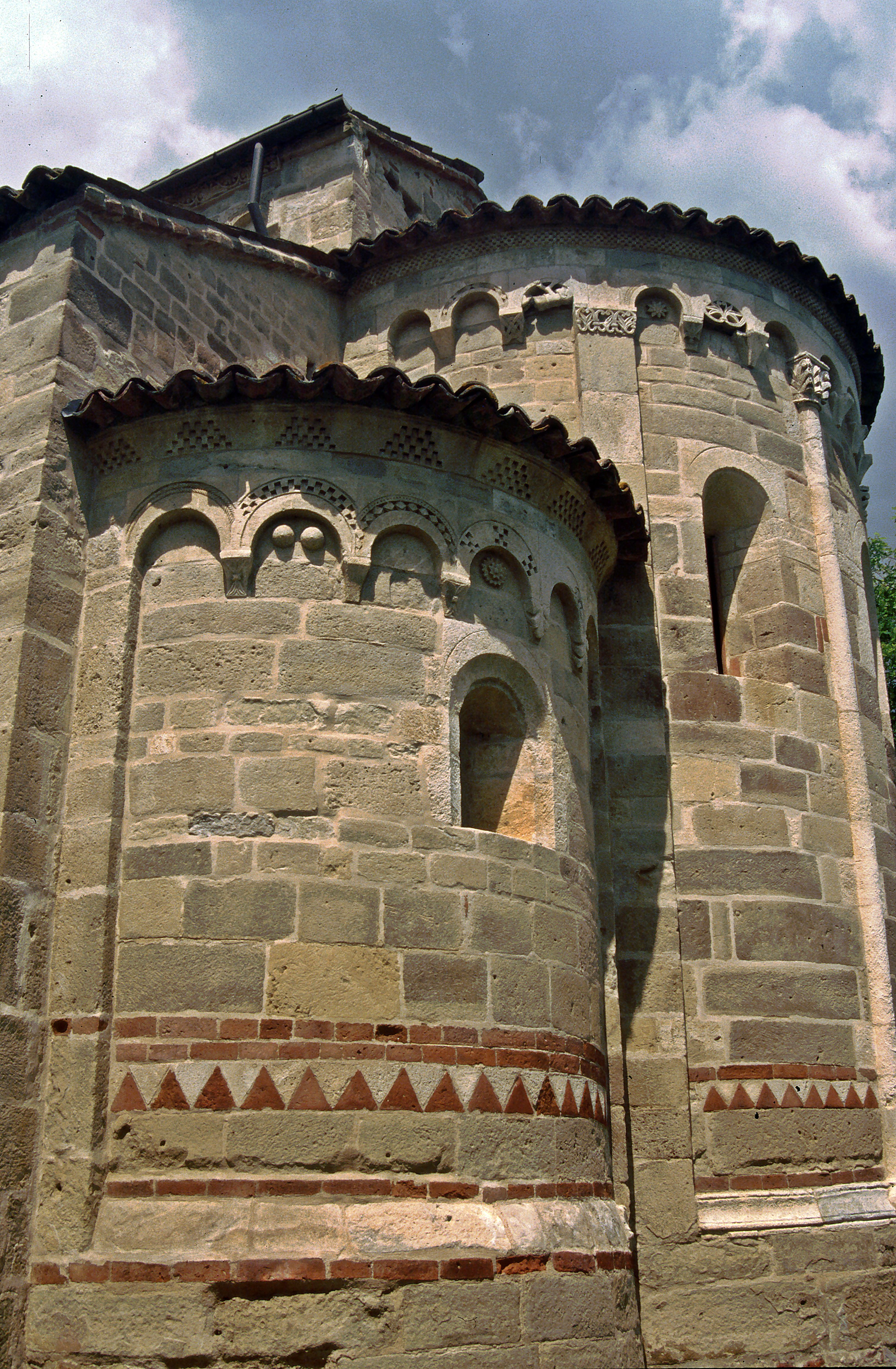
Apsiden
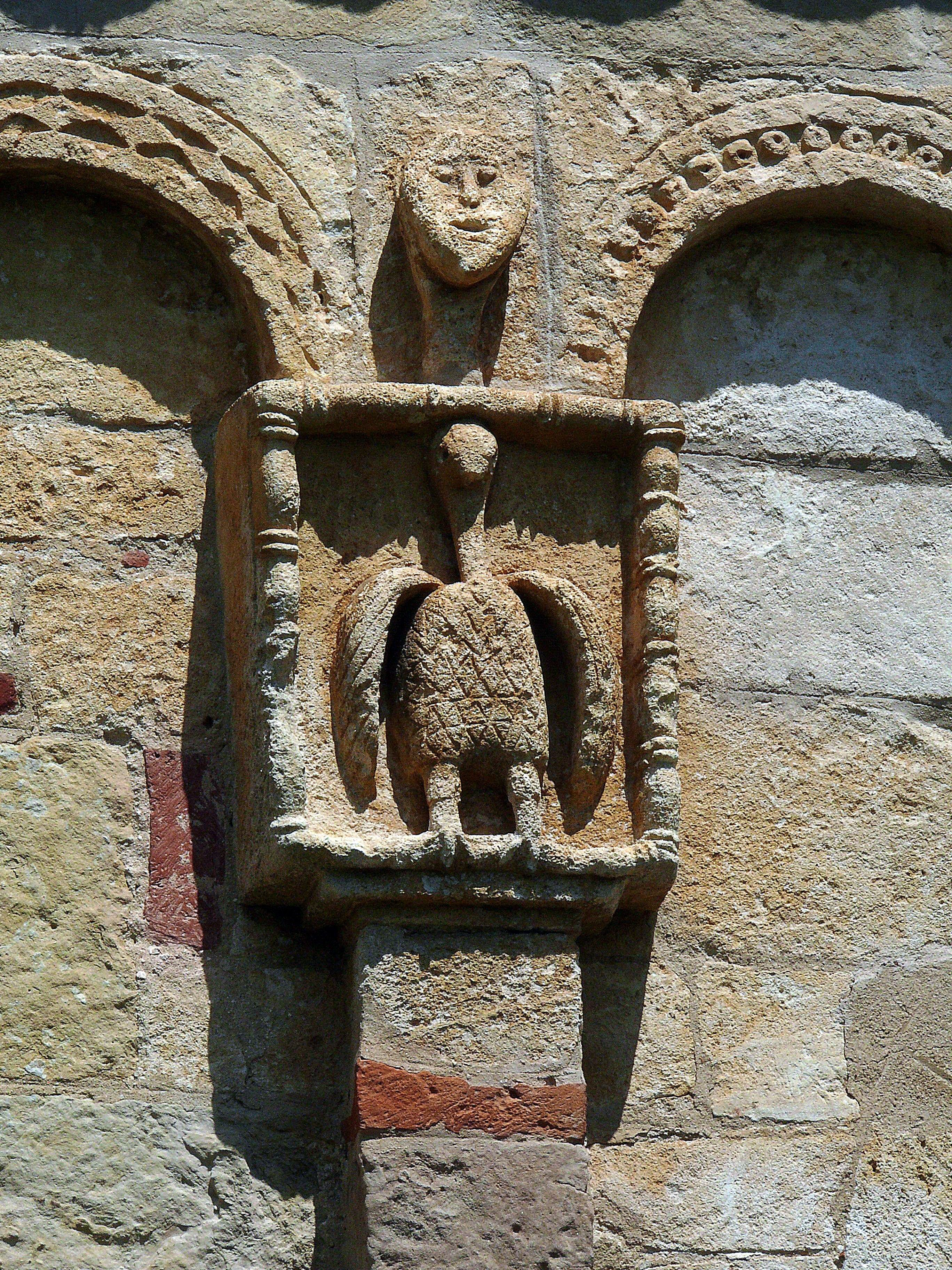
Detail außen
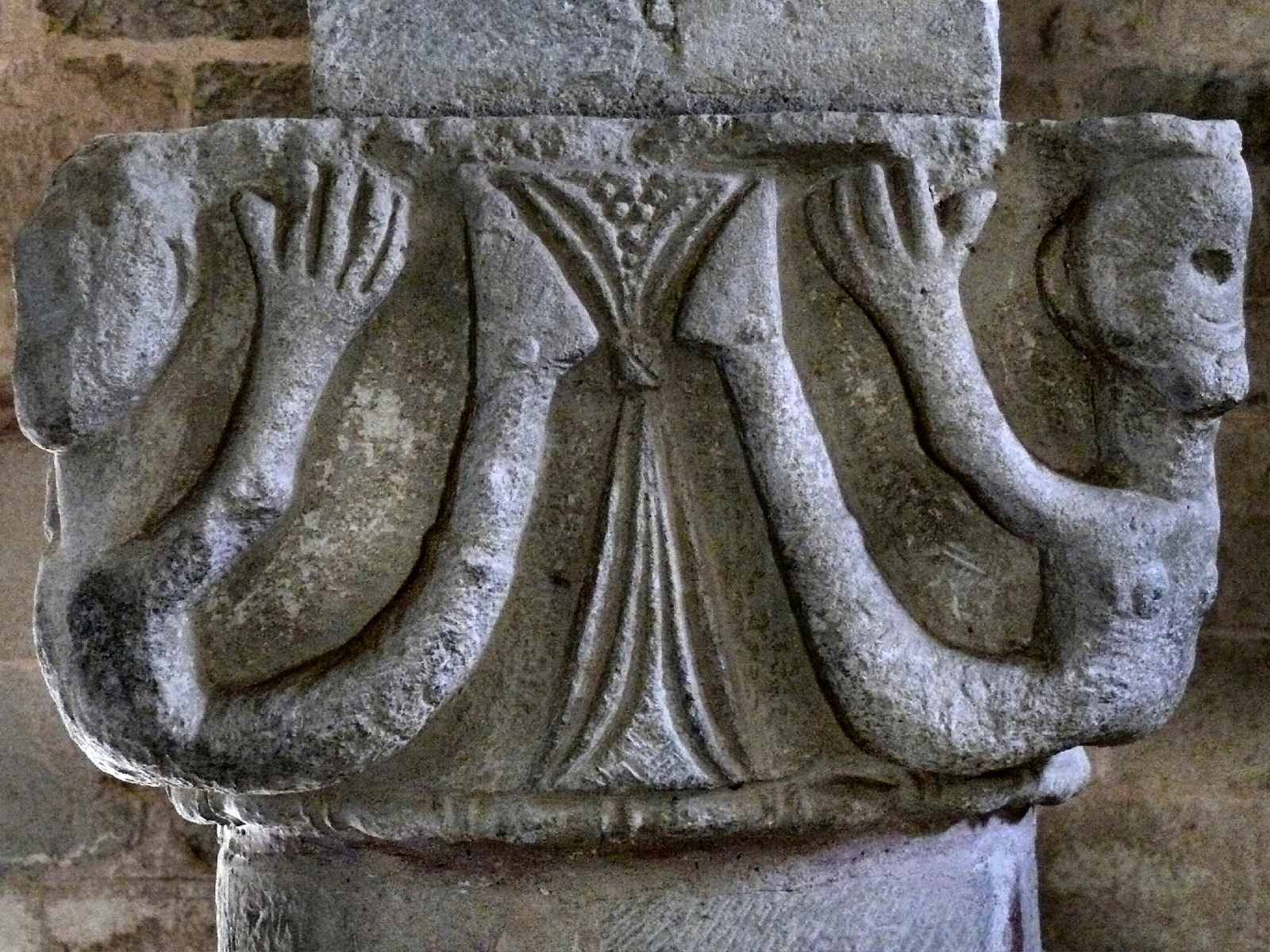
Kapitell im Inneren
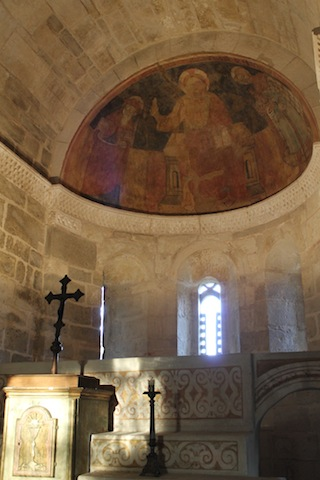
Fresko des 14. Jh.